# Рестрепо (фильм)
«Рестрепо» (англ. Restrepo) — документальный фильм режиссёров Тима Хетерингтона и Себастьяна Юнгера, вышедший на экраны в 2010 году.

## Сюжет
2007 год. Группа американских военных направляется в долину Коренгал на востоке Афганистана, чтобы обеспечить безопасность во время строительства дороги. Подвергаясь постоянным обстрелам со стороны талибов, солдаты возводят укрепленный аванпост «Рестрепо», названный в честь рядового Хуана «Дока» Рестрепо, который погиб в первые месяцы службы. Фильм рассказывает о буднях подразделения, проведшего в долине долгие 15 месяцев.

## Награды и номинации
- 2010 — Гран-при кинофестиваля «Санденс» в категории «документальный фильм» (Тим Хетерингтон, Себастьян Юнгер).
- 2010 — премия Национального совета кинокритиков США за лучший режиссёрский дебют (Тим Хетерингтон, Себастьян Юнгер), а также попадание в пятерку лучших документальных фильмов года.
- 2010 — премия «Спутник» за лучший документальный фильм.
- 2011 — номинация на премию «Оскар» за лучший документальный фильм (Тим Хетерингтон, Себастьян Юнгер).
- 2011 — номинация на премию Гильдии режиссёров США за лучшую режиссуру документального фильма (Тим Хетерингтон, Себастьян Юнгер).
- 2011 — номинация на премию «Независимый дух» за лучший документальный фильм.